# Ben van Zelst
Ben van Zelst (18 november 1961) is een Nederlandse triatleet. Hij werd Europees kampioen en tweemaal Nederlands kampioen op de lange afstand. Hij nam deel aan verschillende Ironman-wedstrijden waarvan hij er enkele winnend afsloot. 

## Biografie
Van Zelst is getrouwd met triatlete Irma Zwartkruis. Hij staat bekend om zijn snelle marathontijd (2:41.48) en doordat hij het tweede gedeelte van de marathon meestal sneller liep dan de eerste helft (negatieve split). 
In 1987 stond hij voor het eerst op het podium in de triatlon van Almere met een derde plaats. In 1988 wist hij deze wedstrijd te winnen in een tijd van 8:35.13. In 1989 werd hij vierde in een tijd van 8:40.16. In 1991 werd hij Europees kampioen op de lange afstand. In 1992 en 1993 wist hij de Ironman Lanzarote te winnen. Ben heeft viermaal meegedaan aan de Ironman Hawaï. Zijn beste klassering was een achtste plaats in 1991. 
In 1994 heeft hij een punt achter zijn triatloncarrière gezet. Momenteel werkt hij als instructeur installatietechniek op een vmbo-school.

## Titels
- Nederlands kampioen triatlon op de lange afstand: 1988, 1991
- Europees kampioen triatlon op de lange afstand: 1991

## Belangrijkste prestaties

### triatlon
- 1987:  NK lange afstand in Almere (3e overall) - 9:15.47
- 1988:  NK lange afstand in Almere (1e overall) - 8:35.13
- 1989:  NK lange afstand in Almere (4e overall) - 8:40.16
- 1990:  NK lange afstand in Almere (2e overall) - 8:40.19
- 1990: 14e Ironman Hawaï - 9:06.42
- 1991:  NK + EK lange afstand in Almere (1e overall) - 8:25.30
- 1991: 8e Ironman Hawaï - 8:49.51
- 1992: 11e Ironman Hawaï - 8:40.51
- 1992:  Ironman Lanzarote - 9:01.30
- 1993:  Ironman Lanzarote - 9:01.43
- 1993:  NK lange afstand in Almere (2e overall) - 8:18.20
- 1993: 11e Ironman Hawaï - 8:35.23